# Theo Angelopoulos
Theodoros Angelopoulos, traslitterato anche Aggelopoulos (in greco: Θεόδωρος Αγγελόπουλος, AFI: [θeˈoðoɾos aɲɟeˈlopulos]; Atene, 27 aprile 1935 – Il Pireo, 24 gennaio 2012), è stato un regista, sceneggiatore e produttore cinematografico greco.

## Biografia
Si laureò in Giurisprudenza all'Università di Atene trasferendosi poi nel 1962 a Parigi dove s'iscrisse all'IDHEC-Institut des hautes études cinématographiques per studiare cinema. Nel 1964 tornò in Grecia e diresse fino al 1967 il quotidiano di sinistra "Democratic Change" che venne chiuso con l'avvento al potere della dittatura dei colonnelli.
Esiliato, si recò a Parigi e all'età di 33 anni diresse il cortometraggio La trasmissione (1968) che ottenne buoni consensi. Rassicurato da questo esordio, girò il thriller Ricostruzione di un delitto (1970) e la trilogia greca I giorni del '36 (1972), La recita (1975) e I cacciatori (1977) sugli abusi dei vari governi avvicendatisi in Grecia. L'ultima pellicola della trilogia vinse l'Orso d'oro al Festival di Berlino.
Con Alessandro il Grande (1980) il regista raccontò le gesta di un bandito a capo di una comunità montana di contadini agli inizi del '900. Dopo 4 anni di assenza dalle scene girò Viaggio a Citera (1984). Firmò poi Il volo (1986), girato con Marcello Mastroianni quale protagonista, dopo il rifiuto di Gian Maria Volonté. Il film segnò la prima collaborazione del regista greco con lo sceneggiatore italiano Tonino Guerra. Il loro sodalizio continuò anche nel film successivo, Paesaggio nella nebbia (1988), che gli valse il Leone d'argento alla Mostra del cinema di Venezia.
Diresse poi la coppia Marcello Mastroianni-Jeanne Moreau nel fim Il passo sospeso della cicogna (1991). Il film, scritto insieme a Tonino Guerra, ottenne ampi consensi da parte della critica e del pubblico. Dopo Lo sguardo di Ulisse (1995), in parte ambientato durante la guerra in ex-Jugoslavia, con Harvey Keitel e Gian Maria Volonté (morto durante le riprese e sostituito da Erland Josephson), diresse Bruno Ganz in L'eternità e un giorno (1998), con cui vinse la Palma d'Oro al Festival di Cannes del 1998. Nel 2004, con La sorgente del fiume, realizzò il primo film di una sua nuova trilogia. Il secondo della trilogia, intitolato La polvere del tempo è stato presentato al festival di Berlino 2009.
I suoi film, insieme a quelli di Alexis Damianos, Michael Cacoyannis e i fratelli Manakis sono tra i più rappresentativi della condizione del popolo greco dall'inizio del XX secolo fino ai suoi giorni.
La sera del 24 gennaio 2012, mentre attraversava una strada, Angelopoulos subì un gravissimo incidente, finendo investito dalla moto di una guardia speciale non in servizio. L'incidente avvenne a Keratsini-Drapetsona, località dell'Attica a ovest del Pireo nella quale il regista stava realizzando delle riprese. Gravemente ferito, venne soccorso e trasportato all'ospedale di Faliro, in condizioni disperate. La morte sopraggiunse poche ore dopo, intorno alle 22, a causa di una emorragia interna e dopo diversi arresti cardiaci. Il suo ultimo film, L'altro mare (con Toni Servillo), rimase così incompiuto.

## Filmografia
- Ricostruzione di un delitto (Anaparastasi) (1970)
- I giorni del '36 (Meres tu '36) (1972)
- La recita (O thiasos) (1975)
- I cacciatori (Oi kynighoi) (1977)
- Alessandro il Grande (Megalexandros) (1980)
- Viaggio a Citera (Taxidi sta Kythira) (1984)
- Il volo (O melissokomos) (1986)
- Paesaggio nella nebbia (Topio stin omichli) (1988)
- Il passo sospeso della cicogna (To Meteoro Vima tou Pelargou) (1991)
- Lo sguardo di Ulisse (To vlemma tou Odyssea) (1995)
- L'eternità e un giorno (Mia eoniotita kai mia mera) (1998)
- La sorgente del fiume (Trilogia 1: To Livadi pou dakryzi) (2004)
- Chacun son cinéma Episodio Trois minutes (2007)
- La polvere del tempo (Trilogia 2: I skoni tou chronou) (2008)

## Riconoscimenti
- Premio Robert Bresson - 2002